# Diaethria ceryx
Diaethria ceryx är en fjärilsart som beskrevs av William Chapman Hewitson 1864. Diaethria ceryx ingår i släktet Diaethria och familjen praktfjärilar. Inga underarter finns listade i Catalogue of Life.

## Bildgalleri

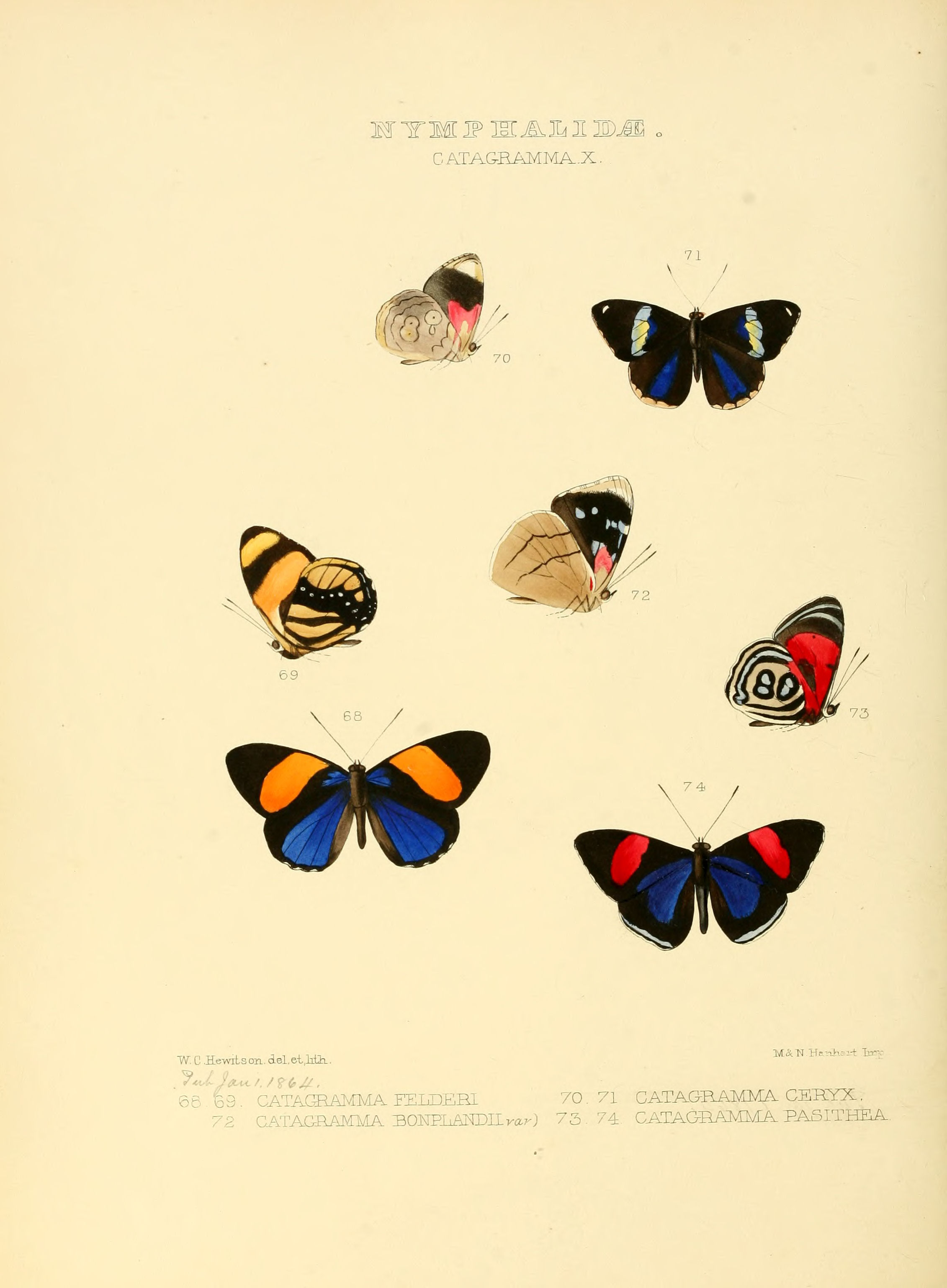